# Afrodromia maculifemur
Afrodromia maculifemur är en tvåvingeart som beskrevs av Smith 1969. Afrodromia maculifemur ingår i släktet Afrodromia och familjen dansflugor. Inga underarter finns listade i Catalogue of Life.